# Lista de prêmios e indicações recebidos por Malhação
A lista dos prêmios e indicações recebidos por Malhação, uma série de televisão brasileira produzida e exibida pela Rede Globo, consiste em mais de 200 indicações desde o início de sua produção em 1995. O seriado é baseado nos moldes estadunidense de soap opera – um formato similar às telenovelas, porém com temporadas que se estendem por anos – sendo voltada para o público adolescente. Originalmente foi criada por Andréa Maltarolli e Emanuel Jacobina, sob a direção de Roberto Talma. É exibida tradicionalmente de segunda a sexta-feira em horários variantes entre 17h30 e 18h.

## Capricho Awards
| Ano  | Categoria             | Indicação                     | Resultado | Ref.  |
| ---- | --------------------- | ----------------------------- | --------- | ----- |
| 2001 | Ator Nacional         | Dado Dolabella                | Venceu    | [ 2 ] |
| 2001 | Atriz Nacional        | Bianca Castanho               | Indicado  | [ 2 ] |
| 2001 | Gato Nacional         | Max Fercondini                | Indicado  | [ 2 ] |
| 2002 | Melhor Novela         | Malhação                      | Venceu    | [ 2 ] |
| 2002 | Melhor Série          | Malhação                      | Venceu    | [ 2 ] |
| 2002 | Gato Nacional         | Henri Castelli                | Venceu    | [ 2 ] |
| 2002 | Gata Nacional         | Juliana Silveira              | Venceu    | [ 2 ] |
| 2002 | Ator Nacional         | Henri Castelli                | Indicado  | [ 2 ] |
| 2002 | Atriz Nacional        | Juliana Silveira              | Indicado  | [ 2 ] |
| 2004 | Melhor Novela         | Malhação                      | Venceu    | [ 2 ] |
| 2004 | Melhor Série          | Malhação                      | Venceu    | [ 2 ] |
| 2004 | Melhor Trilha Sonora  | Malhação                      | Venceu    | [ 2 ] |
| 2004 | Ator Nacional         | Guilherme Berenguer           | Venceu    | [ 2 ] |
| 2004 | Atriz Nacional        | Juliana Didone                | Indicado  | [ 2 ] |
| 2004 | Gato Nacional         | Guilherme Berenguer           | Indicado  | [ 2 ] |
| 2005 | Melhor Novela         | Malhação                      | Indicado  | [ 2 ] |
| 2005 | Gato Nacional         | Thiago Rodrigues              | Indicado  | [ 2 ] |
| 2005 | Ator Nacional         | Thiago Rodrigues              | Indicado  | [ 2 ] |
| 2005 | Atriz Nacional        | Fernanda Vasconcellos         | Indicado  | [ 2 ] |
| 2006 | Gato Nacional         | Gabriel Wainer                | Indicado  | [ 2 ] |
| 2008 | Melhor Seriado        | Malhação                      | Indicado  | [ 2 ] |
| 2008 | Ator Nacional         | Caio Castro                   | Indicado  | [ 2 ] |
| 2008 | Atriz Nacional        | Nathalia Dill                 | Indicado  | [ 2 ] |
| 2008 | Gato Nacional         | Caio Castro                   | Indicado  | [ 2 ] |
| 2008 | Gato Nacional         | Jonatas Faro                  | Indicado  | [ 2 ] |
| 2008 | Gato Nacional         | Rafael Almeida                | Indicado  | [ 2 ] |
| 2009 | Atriz Nacional        | Mariana Rios                  | Venceu    | [ 2 ] |
| 2009 | Ator Nacional         | Caio Castro                   | Indicado  | [ 2 ] |
| 2010 | Melhor Programa de TV | Malhação ID                   | Indicado  | [ 3 ] |
| 2010 | Ator Nacional         | Fiuk                          | Indicado  | [ 3 ] |
| 2010 | Gato Nacional         | Fiuk                          | Indicado  | [ 3 ] |
| 2012 | Melhor Programa de TV | Malhação: Intensa como a Vida | Indicado  | [ 4 ] |
| 2012 | Ator Nacional         | Rodrigo Simas                 | Indicado  | [ 4 ] |
| 2012 | Gato Nacional         | Rodrigo Simas                 | Indicado  | [ 4 ] |
| 2014 | Melhor Programa de TV | Malhação Sonhos               | Venceu    | [ 5 ] |
| 2014 | Melhor Beijo          | Karina e Pedro                | Venceu    | [ 5 ] |
| 2014 | Atriz Nacional        | Isabella Santoni              | Venceu    | [ 5 ] |
| 2014 | Ator Nacional         | Rafael Vitti                  | Venceu    | [ 5 ] |
| 2014 | Ator Nacional         | Arthur Aguiar                 | Indicado  | [ 5 ] |
| 2015 | Melhor Programa de TV | Malhação Sonhos               | Venceu    | [ 6 ] |
| 2015 | Atriz Nacional        | Anajú Dorigon                 | Indicado  | [ 6 ] |
| 2015 | Atriz Nacional        | Isabella Santoni              | Indicado  | [ 6 ] |
| 2015 | Ator Nacional         | Arthur Aguiar                 | Indicado  | [ 6 ] |
| 2015 | Ator Nacional         | Rafael Vitti                  | Indicado  | [ 6 ] |
| 2016 | Melhor Programa de TV | Malhação: Seu Lugar no Mundo  | Indicado  | [ 7 ] |
| 2017 | Melhor Programa de TV | Malhação: Viva a Diferença    | Indicado  |       |

## Emmy Internacional
| Ano  | Categoria        | Indicação                    | Resultado | Ref.   |
| ---- | ---------------- | ---------------------------- | --------- | ------ |
| 2015 | Melhor Série     | Malhação Sonhos              | Indicado  | [ 8 ]  |
| 2017 | Programa Digital | Malhação: Seu Lugar no Mundo | Indicado  | [ 9 ]  |
| 2018 | Melhor Série     | Malhação: Viva a Diferença   | Venceu    | [ 10 ] |
| 2019 | Melhor Série     | Malhação: Vidas Brasileiras  | Indicado  | [ 11 ] |
| 2019 | Programa Digital | Malhação: Vidas Brasileiras  | Indicado  | [ 12 ] |

## Melhores do Ano
| Ano  | Categoria       | Indicação           | Resultado | Ref.   |
| ---- | --------------- | ------------------- | --------- | ------ |
| 2001 | Ator Revelação  | Iran Malfitano      | Indicado  | [ 13 ] |
| 2001 | Atriz Revelação | Bianca Castanho     | Indicado  | [ 13 ] |
| 2003 | Ator Revelação  | Sérgio Marone       | Indicado  | [ 13 ] |
| 2003 | Atriz Revelação | Manuela do Monte    | Indicado  | [ 13 ] |
| 2004 | Ator Revelação  | Guilherme Berenguer | Venceu    | [ 13 ] |
| 2004 | Atriz Revelação | Marjorie Estiano    | Indicado  | [ 13 ] |
| 2008 | Ator Revelação  | Caio Castro         | Indicado  | [ 13 ] |
| 2008 | Atriz Revelação | Mariana Rios        | Venceu    | [ 13 ] |
| 2015 | Ator Revelação  | Rafael Vitti        | Venceu    | [ 14 ] |
| 2015 | Atriz Revelação | Isabella Santoni    | Venceu    | [ 14 ] |
| 2016 | Ator Revelação  | Lucas Lucco         | Venceu    | [ 15 ] |
| 2016 | Atriz Revelação | Amanda de Godoi     | Indicado  | [ 15 ] |

## Melhores do Ano - Na Telinha
| Ano  | Categoria            | Indicação                  | Resultado | Ref.   |
| ---- | -------------------- | -------------------------- | --------- | ------ |
| 2017 | Melhor Novela        | Malhação: Viva a Diferença | Indicado  | [ 16 ] |
| 2017 | Ator/Atriz Revelação | Daphne Bozaski             | Indicado  | [ 16 ] |
| 2017 | Ator/Atriz Revelação | Heslaine Vieira            | Indicado  | [ 16 ] |

## Meus Prêmios Nick
| Ano  | Categoria               | Indicação      | Resultado | Ref.   |
| ---- | ----------------------- | -------------- | --------- | ------ |
| 2008 | Programa de TV favorito | Malhação       | Venceu    | [ 17 ] |
| 2008 | Melhor Ator             | Caio Castro    | Indicado  | [ 17 ] |
| 2008 | Melhor Ator             | Rafael Almeida | Indicado  | [ 17 ] |
| 2008 | Melhor Atriz            | Mariana Rios   | Indicado  | [ 17 ] |
| 2008 | Melhor Atriz            | Nathalia Dill  | Indicado  | [ 17 ] |
| 2008 | Revelação do Ano        | Caio Castro    | Indicado  | [ 17 ] |
| 2008 | Gato do Ano             | Caio Castro    | Indicado  | [ 17 ] |

## Prêmio ABRA de Roteiro
| Ano  | Categoria                | Indicação                   | Resultado | Ref.   |
| ---- | ------------------------ | --------------------------- | --------- | ------ |
| 2018 | Melhor Novela            | Malhação: Viva a Diferença  | Venceu    | [ 18 ] |
| 2019 | Melhor Roteiro de Novela | Malhação: Vidas Brasileiras | Venceu    |        |

## Prêmio Contigo!
| Ano  | Categoria                       | Indicação                    | Resultado | Ref.   |
| ---- | ------------------------------- | ---------------------------- | --------- | ------ |
| 1998 | Melhor Ator Infantil            | Bruno de Luca                | Venceu    | [ 19 ] |
| 1998 | Atriz Revelação                 | Juliana Knust                | Indicado  | [ 19 ] |
| 1998 | Ator Revelação                  | Thiago Lacerda               | Indicado  | [ 19 ] |
| 2002 | Melhor Programa Infanto-juvenil | Malhação                     | Venceu    | [ 20 ] |
| 2002 | Atriz Revelação                 | Rafaela Mandelli             | Indicado  | [ 20 ] |
| 2002 | Ator Revelação                  | Dado Dolabella               | Indicado  | [ 20 ] |
| 2009 | Atriz Revelação                 | Nathalia Dill                | Venceu    | [ 21 ] |
| 2009 | Atriz Revelação                 | Carolinie Figueiredo         | Indicado  | [ 21 ] |
| 2009 | Atriz Revelação                 | Mariana Rios                 | Indicado  | [ 21 ] |
| 2009 | Atriz Revelação                 | Sophie Charlotte             | Indicado  | [ 21 ] |
| 2009 | Ator Revelação                  | Caio Castro                  | Indicado  | [ 21 ] |
| 2009 | Ator Revelação                  | Johnny Massaro               | Indicado  | [ 21 ] |
| 2010 | Ator Revelação                  | Fiuk                         | Venceu    | [ 22 ] |
| 2010 | Atriz Revelação                 | Cristiana Peres              | Indicado  | [ 22 ] |
| 2010 | Melhor Novela                   | Malhação ID                  | Indicado  | [ 22 ] |
| 2010 | Melhor Autor de Novela          | Emanuel Jacobina             | Indicado  | [ 22 ] |
| 2010 | Melhor Diretor de Novela        | Ricardo Waddington           | Indicado  | [ 22 ] |
| 2010 | Melhor Atriz Infantil           | Luciana Didone               | Indicado  | [ 22 ] |
| 2010 | Melhor Ator Infantil            | João Vithor Oliveira         | Indicado  | [ 22 ] |
| 2010 | Melhor Ator Infantil            | Igor Rudolf                  | Indicado  | [ 22 ] |
| 2011 | Atriz Novela                    | Malhação                     | Indicado  | [ 23 ] |
| 2011 | Melhor Autor de Novela          | Emanuel Jacobina             | Indicado  | [ 23 ] |
| 2011 | Melhor Atriz de Novela          | Daniela Carvalho             | Indicado  | [ 23 ] |
| 2011 | Melhor Ator de Novela           | Bruno Gissoni                | Indicado  | [ 23 ] |
| 2011 | Melhor Ator Coadjuvante         | Marcello Melo Jr.            | Indicado  | [ 23 ] |
| 2011 | Melhor Diretor de Novela        | Ricardo Waddington           | Indicado  | [ 23 ] |
| 2013 | Melhor Ator Coadjuvante         | David Lucas                  | Indicado  | [ 24 ] |
| 2013 | Melhor Ator Infantil            | Xande Valois                 | Indicado  | [ 24 ] |
| 2014 | Melhor Atriz de Novela          | Bianca Salgueiro             | Indicado  | [ 25 ] |
| 2015 | Atriz Novela                    | Malhação Sonhos              | Indicado  | [ 26 ] |
| 2015 | Melhor Autor de Novela          | Paulo Halm e Rosane Svartman | Indicado  | [ 26 ] |
| 2015 | Melhor Ator de Novela           | Arthur Aguiar                | Indicado  | [ 26 ] |
| 2015 | Melhor Atriz Coadjuvante        | Emanuelle Araújo             | Indicado  | [ 26 ] |
| 2015 | Revelação da TV                 | Isabella Santoni             | Indicado  | [ 26 ] |
| 2015 | Revelação da TV                 | Rafael Vitti                 | Indicado  | [ 26 ] |
| 2015 | Melhor Atriz Infantil           | Bianca Vedovato              | Indicado  | [ 26 ] |
| 2015 | Melhor Diretor de Novela        | Luiz Henrique Rios           | Indicado  | [ 26 ] |
| 2017 | Melhor Novela                   | Malhação: Viva a Diferença   | Indicado  | [ 27 ] |
| 2017 | Atriz Revelação                 | Daphne Bozaski               | Indicado  | [ 27 ] |
| 2017 | Atriz Revelação                 | Heslaine Vieira              | Indicado  | [ 27 ] |
| 2017 | Ator Revelação                  | Matheus Abreu                | Indicado  | [ 27 ] |

## Prêmio Extra de Televisão
| Ano  | Categoria               | Indicação                              | Resultado | Ref.   |
| ---- | ----------------------- | -------------------------------------- | --------- | ------ |
| 2004 | Revelação               | Guilherme Berenguer                    | Indicado  | [ 28 ] |
| 2004 | Revelação               | Marjorie Estiano                       | Indicado  | [ 28 ] |
| 2005 | Revelação               | Fernanda Vasconcellos                  | Indicado  | [ 29 ] |
| 2006 | Revelação               | Gabriel Wainer                         | Indicado  | [ 30 ] |
| 2006 | Revelação               | Luiza Valdetaro                        | Indicado  | [ 30 ] |
| 2008 | Atriz Revelação         | Nathalia Dill                          | Indicado  | [ 31 ] |
| 2008 | Atriz Revelação         | Mariana Rios                           | Indicado  | [ 31 ] |
| 2008 | Ator Revelação          | Caio Castro                            | Indicado  | [ 31 ] |
| 2009 | Melhor Tema Musical     | "Bem ou Mal" - NX Zero                 | Indicado  | [ 32 ] |
| 2010 | Revelação               | Fiuk                                   | Indicado  | [ 33 ] |
| 2010 | Melhor Tema Musical     | "Quem Eu Sou" - Hori                   | Indicado  | [ 33 ] |
| 2010 | Melhor Tema Musical     | "Só Você (canção)" - Hori              | Indicado  | [ 33 ] |
| 2010 | Melhor Figurino         | Malhação ID                            | Indicado  | [ 33 ] |
| 2012 | Ídolo Teen              | Alice Wegmann                          | Indicado  | [ 34 ] |
| 2013 | Ídolo Teen              | Hanna Romanazzi                        | Indicado  | [ 35 ] |
| 2013 | Ídolo Teen              | Juliana Paiva                          | Indicado  | [ 35 ] |
| 2013 | Ídolo Teen              | Rodrigo Simas                          | Indicado  | [ 35 ] |
| 2015 | Revelação Feminina      | Isabella Santoni                       | Indicado  | [ 36 ] |
| 2015 | Revelação Masculina     | Rafael Vitti                           | Indicado  | [ 36 ] |
| 2015 | Revelação Masculina     | Lucas Lucco                            | Indicado  | [ 36 ] |
| 2015 | Tema de Novela          | "Agora Só Falta Você", Pitty           | Indicado  | [ 36 ] |
| 2016 | Revelação Feminina      | Amanda de Godoi                        | Indicado  | [ 37 ] |
| 2016 | Revelação Masculina     | Francisco Vitti                        | Indicado  | [ 37 ] |
| 2016 | Revelação Masculina     | Nicolas Prattes                        | Indicado  | [ 37 ] |
| 2016 | Tema de Novela          | "Não Me Deixe Sozinho" - Nego do Borel | Indicado  | [ 37 ] |
| 2017 | Melhor Novela           | Malhação: Viva a Diferença             | Indicado  | [ 38 ] |
| 2017 | Revelação Feminina      | Daphne Bozaski                         | Indicado  | [ 38 ] |
| 2017 | Melhor Ator Coadjuvante | Lucio Mauro Filho                      | Venceu    | [ 38 ] |
| 2018 | Atriz Revelação         | Guilhermina Libanio                    | Indicado  |        |
| 2018 | Tema de Novela          | "Areia" - Sandy e Lucas Lima           | Indicado  |        |

## Prêmio Febre Teen
| Ano  | Categoria                  | Indicação        | Resultado | Ref.          |
| ---- | -------------------------- | ---------------- | --------- | ------------- |
| 2013 | Melhor Atriz/Ator Nacional | Guilherme Prates | Venceu    | [ 39 ]        |
| 2013 | Melhor Atriz/Ator Nacional | Alice Wegmann    | Indicado  | [ 39 ]        |
| 2013 | Melhor Atriz/Ator Nacional | Guilherme Leicam | Indicado  | [ 39 ]        |
| 2016 | Melhor Ator Nacional       | Nicolas Prattes  | Venceu    | [ 40 ] [ 41 ] |
| 2016 | Melhor Ator Nacional       | Francisco Vitti  | Indicado  | [ 40 ] [ 41 ] |
| 2016 | Melhor Ator Nacional       | Lucas Lucco      | Indicado  | [ 40 ] [ 41 ] |

## Prêmio Jovem Brasileiro
| Ano  | Categoria          | Indicação                  | Resultado | Ref.          |
| ---- | ------------------ | -------------------------- | --------- | ------------- |
| 2003 | Melhor Ator        | Paulo Nigro                | Venceu    | [ 42 ]        |
| 2005 | Melhor Série de TV | Malhação                   | Venceu    | [ 42 ]        |
| 2005 | Melhor Ator        | Guilherme Berenguer        | Venceu    | [ 42 ]        |
| 2005 | Melhor Atriz       | Marjorie Estiano           | Venceu    | [ 42 ]        |
| 2008 | Melhor Série de TV | Malhação                   | Venceu    | [ 42 ]        |
| 2008 | Melhor Ator        | Caio Castro                | Venceu    | [ 42 ]        |
| 2010 | Melhor Ator        | Fiuk                       | Venceu    | [ 42 ]        |
| 2013 | Melhor Atriz       | Alice Wegmann              | Venceu    | [ 42 ]        |
| 2014 | Melhor Série de TV | Malhação Casa Cheia        | Venceu    | [ 42 ]        |
| 2015 | Melhor Série de TV | Malhação Sonhos            | Venceu    | [ 42 ] [ 43 ] |
| 2015 | Melhor Ator        | Arthur Aguiar              | Venceu    | [ 42 ] [ 43 ] |
| 2015 | Melhor Ator        | Felipe Simas               | Indicado  | [ 42 ] [ 43 ] |
| 2015 | Melhor Ator        | Hugo Bonemer               | Indicado  | [ 42 ] [ 43 ] |
| 2015 | Melhor Ator        | Rafael Vitti               | Indicado  | [ 42 ] [ 43 ] |
| 2015 | Melhor Atriz       | Anajú Dorigon              | Venceu    | [ 42 ] [ 43 ] |
| 2015 | Melhor Atriz       | Bruna Hamú                 | Indicado  | [ 42 ] [ 43 ] |
| 2015 | Melhor Atriz       | Isabella Santoni           | Indicado  | [ 42 ] [ 43 ] |
| 2018 | Melhor Novela      | Malhação: Viva a Diferença | Indicado  | [ 44 ]        |
| 2018 | Melhor Atriz       | Daphne Bozaski             | Indicado  | [ 44 ]        |
| 2018 | Melhor Ator        | Bruno Gadiol               | Indicado  | [ 44 ]        |

## Prêmio Quem
| Ano  | Categoria                 | Indicação        | Resultado | Ref.   |
| ---- | ------------------------- | ---------------- | --------- | ------ |
| 2008 | Revelação                 | Nathalia Dill    | Indicado  | [ 45 ] |
| 2010 | Revelação                 | Fiuk             | Indicado  | [ 46 ] |
| 2015 | Melhor Autor de Televisão | Emanuel Jacobina | Indicado  | [ 47 ] |

## Prix Jeunesse International
| Ano  | Categoria                          | Indicação                                 | Resultado | Ref.          |
| ---- | ---------------------------------- | ----------------------------------------- | --------- | ------------- |
| 2018 | Melhor Série de Ficção: 11-15 anos | Malhação: Viva a Diferença (Young Hearts) | Venceu    | [ 48 ] [ 49 ] |

## Troféu APCA
| Ano  | Categoria     | Indicação                  | Resultado | Ref.   |
| ---- | ------------- | -------------------------- | --------- | ------ |
| 2017 | Melhor Novela | Malhação: Viva a Diferença | Indicado  | [ 50 ] |

## Troféu Imprensa
| Ano  | Categoria        | Indicação        | Resultado | Ref. |
| ---- | ---------------- | ---------------- | --------- | ---- |
| 2010 | Atriz Revelação  | Mariana Rios     | Indicado  |      |
| 2011 | Atriz Revelação  | Fiuk             | Indicado  |      |
| 2015 | Melhor Novela    | Malhação Sonhos  | Indicado  |      |
| 2015 | Melhor Ator      | Arthur Aguiar    | Indicado  |      |
| 2015 | Revelação do Ano | Isabella Santoni | Venceu    |      |
| 2015 | Revelação do Ano | Rafael Vitti     | Indicado  |      |

## Troféu Internet
| Ano  | Categoria        | Indicação                    | Resultado | Ref.   |
| ---- | ---------------- | ---------------------------- | --------- | ------ |
| 2009 | Melhor Novela    | Malhação                     | Indicado  | [ 51 ] |
| 2009 | Melhor Ator      | Caio Castro                  | Indicado  | [ 51 ] |
| 2009 | Melhor Ator      | Rafael Almeida               | Indicado  | [ 51 ] |
| 2009 | Melhor Atriz     | Mariana Rios                 | Indicado  | [ 51 ] |
| 2009 | Melhor Atriz     | Nathalia Dill                | Indicado  | [ 51 ] |
| 2014 | Melhor Novela    | Malhação Casa Cheia          | Indicado  | [ 52 ] |
| 2015 | Melhor Novela    | Malhação Sonhos              | Venceu    | [ 53 ] |
| 2015 | Melhor Ator      | Arthur Aguiar                | Indicado  | [ 53 ] |
| 2015 | Melhor Ator      | Felipe Simas                 | Indicado  | [ 53 ] |
| 2015 | Melhor Ator      | Hugo Bonemer                 | Indicado  | [ 53 ] |
| 2015 | Melhor Atriz     | Anajú Dorigon                | Indicado  | [ 53 ] |
| 2015 | Melhor Atriz     | Bruna Hamú                   | Indicado  | [ 53 ] |
| 2015 | Melhor Atriz     | Guilherme Hamacek            | Indicado  | [ 53 ] |
| 2015 | Melhor Atriz     | Isabella Santoni             | Indicado  | [ 53 ] |
| 2015 | Melhor Atriz     | Rafael Vitti                 | Indicado  | [ 53 ] |
| 2016 | Melhor Novela    | Malhação: Seu Lugar no Mundo | Indicado  | [ 54 ] |
| 2016 | Melhor Ator      | Arthur Aguiar                | Indicado  | [ 54 ] |
| 2016 | Revelação do Ano | Anajú Dorigon                | Indicado  | [ 54 ] |
| 2018 | Melhor Novela    | Malhação: Viva a Diferença   | Indicado  | [ 55 ] |
| 2019 | Melhor Novela    | Malhação: Vidas Brasileiras  | Indicado  | [ 55 ] |

## Troféu UOL
| Ano  | Categoria                    | Indicação                  | Resultado | Ref.          |
| ---- | ---------------------------- | -------------------------- | --------- | ------------- |
| 2018 | Melhor Novela                | Malhação: Viva a Diferença | Venceu    | [ 56 ] [ 57 ] |
| 2018 | Melhor Novela - Voto Público | Malhação: Viva a Diferença | Indicado  | [ 56 ] [ 57 ] |